# Филипцево (Брейтовский район)
Филипцево — деревня в Брейтовском районе Ярославской области России.
В рамках организации местного самоуправления входит в Гореловское сельское поселение, в рамках административно-территориального устройства — в Севастьянцевский сельский округ.

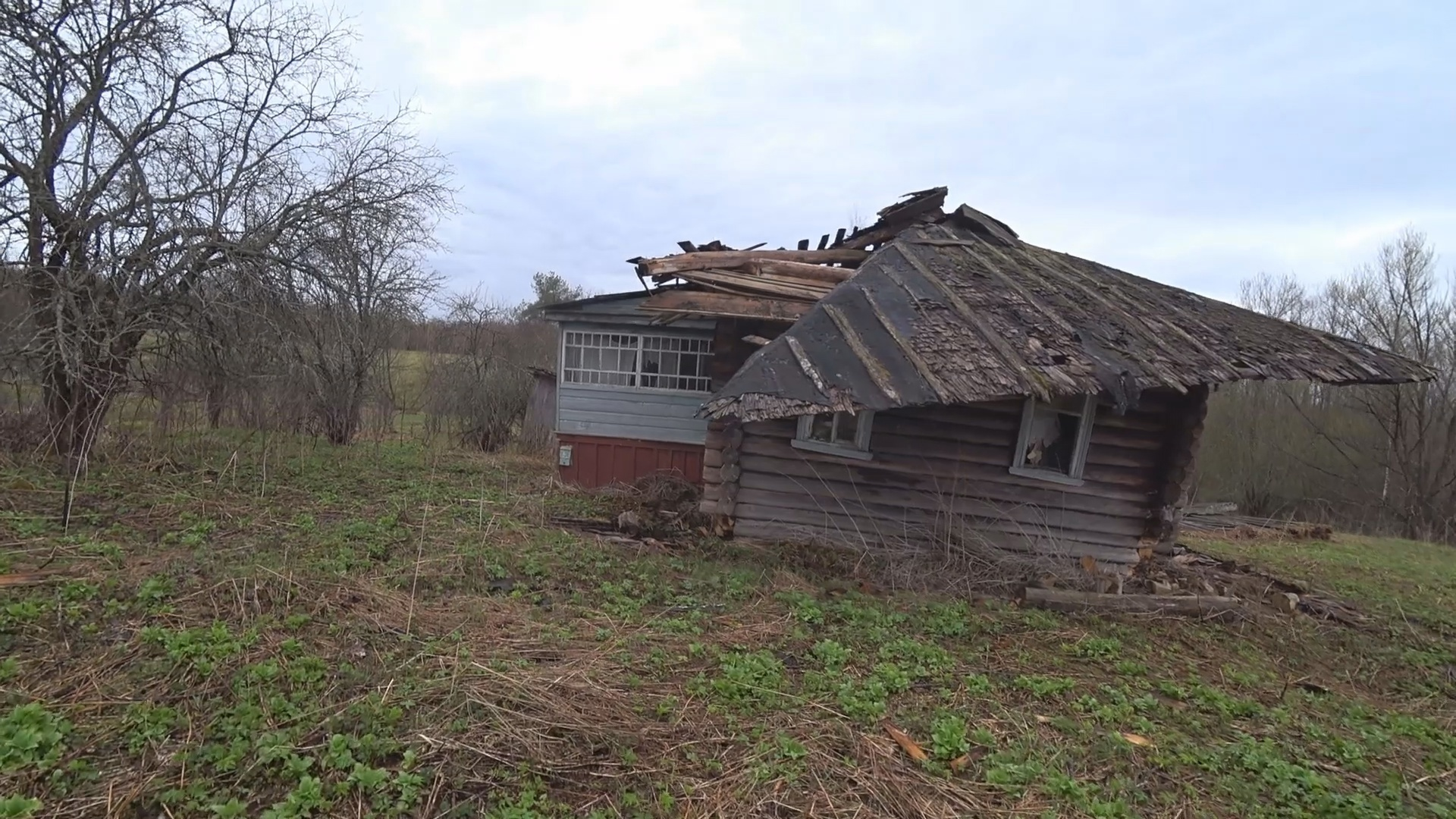

## География
Деревня расположена на северо-западе Ярославской области, в 195 километрах к северо-западу от Ярославля и в 23 километрах к востоку от райцентра, села Брейтово.

## Население
| 2007 | 2010 |
| ---- | ---- |
| 9    | ↘3   |

Согласно результатам переписи 2010 года, в национальной структуре населения русские составляли 100 % из 3 жителей.

## Часовой пояс
Филипцево (Брейтовский район), находится в часовой зоне МСК (московское время). Смещение применяемого времени относительно UTC составляет +3:00.